# Kevon Harris
Kevon Harris (ur. 24 czerwca 1997 w Ellenwood) – amerykański koszykarz, występujący na pozycjach rzucającego obrońcy lub niskiego skrzydłowego, aktualnie zawodnik zespołu Orlando Magic oraz zespołu G-League – Lakeland Magic.
W 2022 reprezentował Minnesotę Timberwolves podczas rozgrywek letniej ligi NBA w Las Vegas.

## Osiągnięcia
Stan na 24 lutego 2023, na podstawie, o ile nie zaznaczono inaczej.
NCAA
- Uczestnik rozgrywek turnieju NCAA (2018)
- Mistrz:
  - turnieju konferencji Southland (2018)
  - sezonu regularnego konferencji Southland (2020)
- Zawodnik roku Konferencji Southland (2020)
- Zaliczony do:
  - I składu All-Southland (2020)
  - II składu All-Southland (2018, 2019)
- Zawodnik tygodnia konferencji Southland (13.11.2017, 11.12.2017, 3.12.2018, 2.01.2019, 12.11.2019, 2.12.2019)